# Лез-Эрбье
Лез-Эрбье (фр. Les Herbiers) — коммуна на западе Франции, регион Пеи-де-ла-Луар, департамент Вандея, округ Ла-Рош-сюр-Йон, центр кантона Лез-Эрбье. Расположена в 46 км к северо-востоку от Ла-Рош-сюр-Йона и в 75 км к юго-западу от Нанта, в 6 км от автомагистрали А87.
Население (2019) — 16 250 человек.

## История
Происхождение названия города точно не установлено; считается, что оно связано с озером или большим болотом, существовавшим на его территории в древности. В 1130 году монахи-бенедиктинцы основали здесь аббатство Нотр-Дам де ла Грентьер. Шесть веков спустя в нем некоторое время жил аббат Прево в период написания им романа «Манон Леско».
Во время Вандейского мятежа именно в Лез-Эрбье вандейские генералы выбрали Шаретта верховным главнокомандующим Католической королевской армией. Два месяца спустя, 3 февраля 1794 года, «адская колонна» генерала Аме захватила город и подожгла его.
Лез-Эрбье постепенно восстановился к началу XX века, когда в нем стала развиваться текстильная и мебельная промышленность. В 1964 году коммуны Эрбье, Пети-Бур-де-Эрбье и Арделе объединились, образовав нынешнюю коммуну.

## Достопримечательности
- Шато Буатиссандо XVI века, бывшая средневековая крепость, переделанная в усадьбу
- Шато Арделе XV-XVIII веков
- Бывшее аббатство Нотр-Дам де ла Грентьер
- Церковь Святого Спасителя
- Часовня и мельницы на холме Алуэт
- Романтичные руины шато Этандюэр XVII века

## Экономика
Структура занятости населения:
- сельское хозяйство — 2,0 %
- промышленность — 23,6 %
- строительство — 7,8 %
- торговля, транспорт и сфера услуг — 48,9 %
- государственные и муниципальные службы — 17,7 %

Уровень безработицы (2019) — 8,8 % (Франция в целом —  12,9 %, департамент Вандея — 10,5 %). 

Среднегодовой доход на 1 человека, евро (2019) — 21 190 (Франция в целом — 21 930, департамент Вандея — 21 550).

## Демография
Динамика численности населения, чел.

## Администрация
Пост мэра Лез-Эрбье с 2022 года занимает Кристоф Огар (Christophe Hogard), член Совета департамента Вандея от кантона Лез-Эрбье. На муниципальных выборах 2020 года победил правый список во главе с действовавшим мэром Вероник Бес (Véronique Besse), получивший в 1-м туре 67,17 % голосов. В июне 2022 года Вероник Бес была избрана депутатом Национального собрания Франции, и в силу требований закона о невозможности совмещения мандатов, подала в отставку с поста мэра Лез-Эрбье. Кристоф Огар, первый вице-мэр и второй номер в избирательном списке, был избран новым мэром города.
| Период | Период | Фамилия        | Партия                                                                                     | Примечания                                                                                         |
| ------ | ------ | -------------- | ------------------------------------------------------------------------------------------ | -------------------------------------------------------------------------------------------------- |
| 1971   | 1983   | Пьер Шатри     | Разные правые                                                                              | фармацевт, член Генерального совета департамента                                                   |
| 1983   | 1989   | Ансельм Бриан  |                                                                                            | промышленник                                                                                       |
| 1989   | 1995   | Жанна Бриан    | Разные правые                                                                              | ответственный работник                                                                             |
| 1995   | 2014   | Марсель Альбер | Объединение в поддержку Республики Союз за народное движение Союз демократов и независимых | промышленник, член Регионального совета Пеи-де-ла-Луар, член Генерального совета департамента      |
| 2014   | 2022   | Вероник Бес    | Движение за Францию Разные правые                                                          | журналист, вице-президент Генерального совета департамента, депутат Национального собрания Франции |
| 2022   |        | Кристоф Огар   | Разные правые                                                                              | член Совета департамента                                                                           |

## Города-побратимы
- Лейпциг (район Либертвольквиц), Германия
- Кория, Испания
- Ньютон, Уэльс

## Галерея

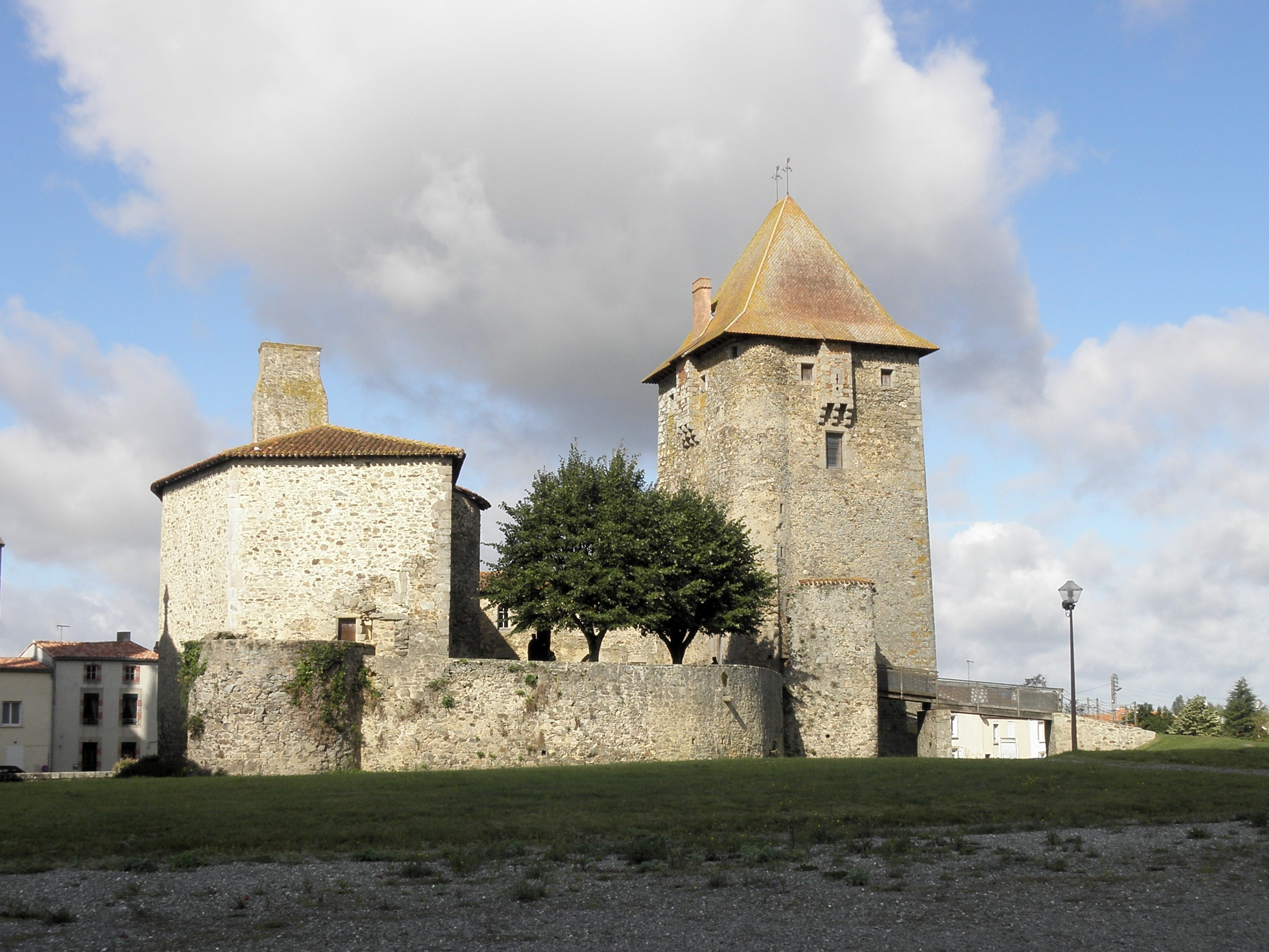
Шато Арделе
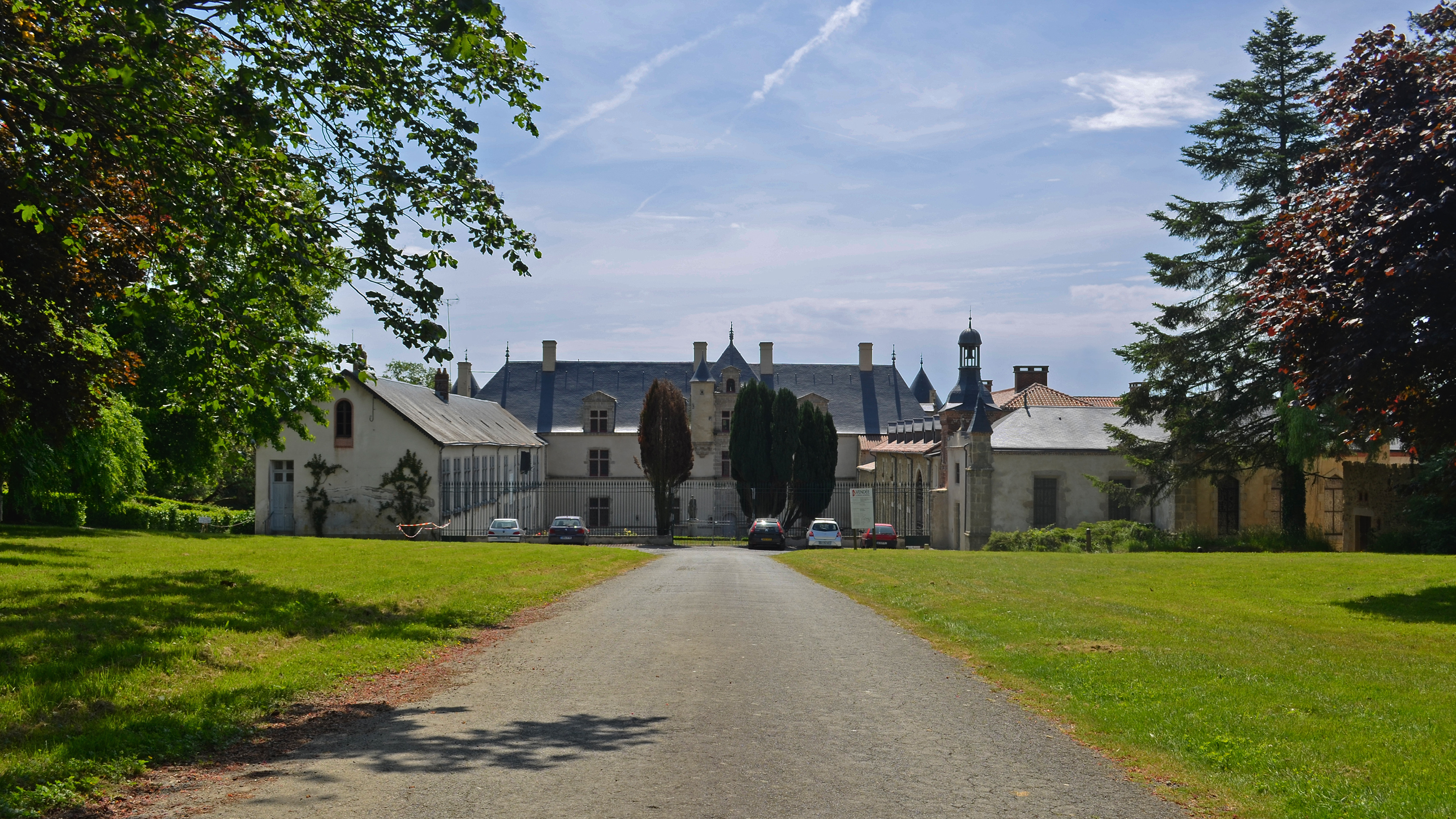
Шато Буатиссандо
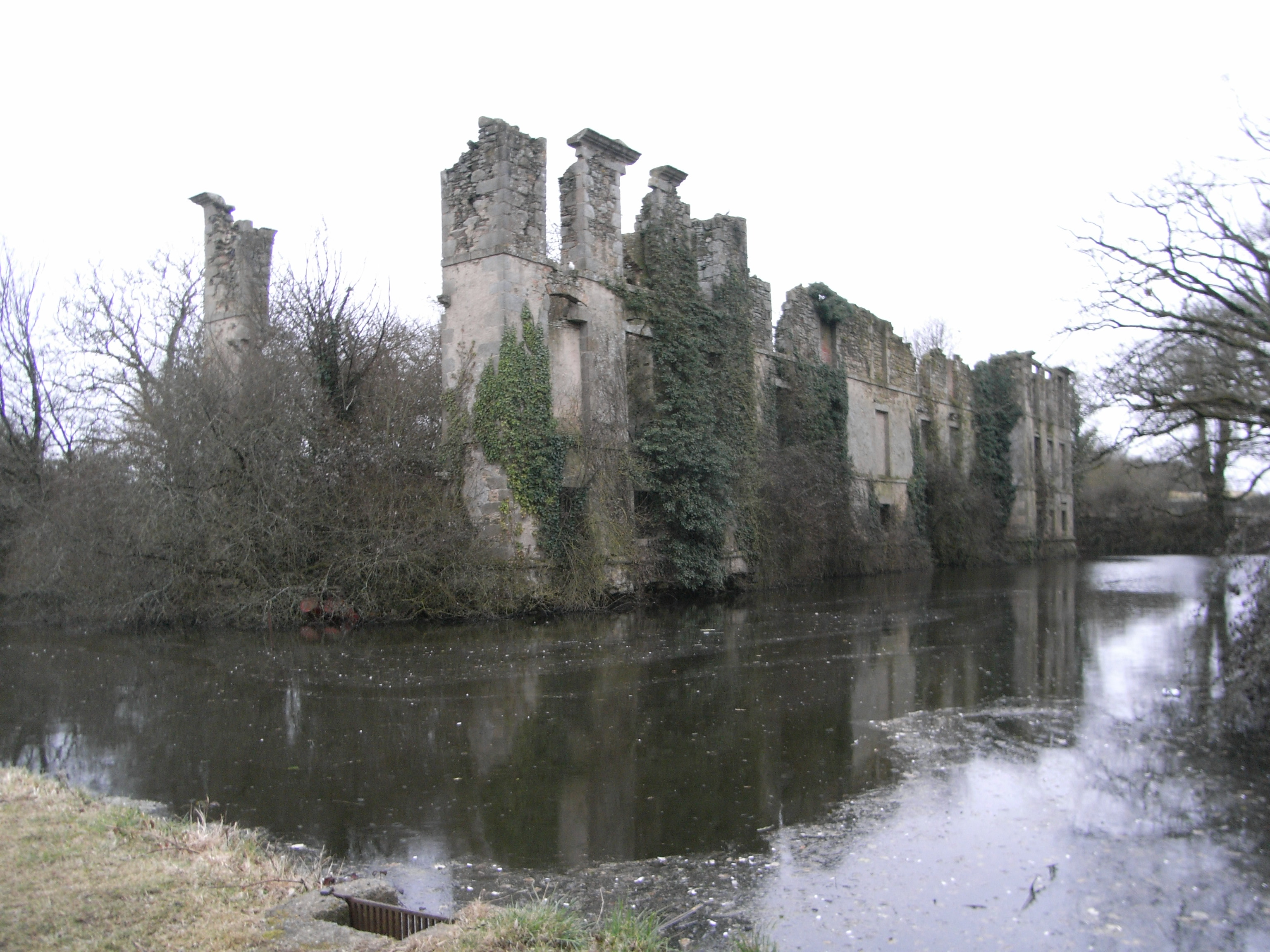
Развалины шато Этандюэр
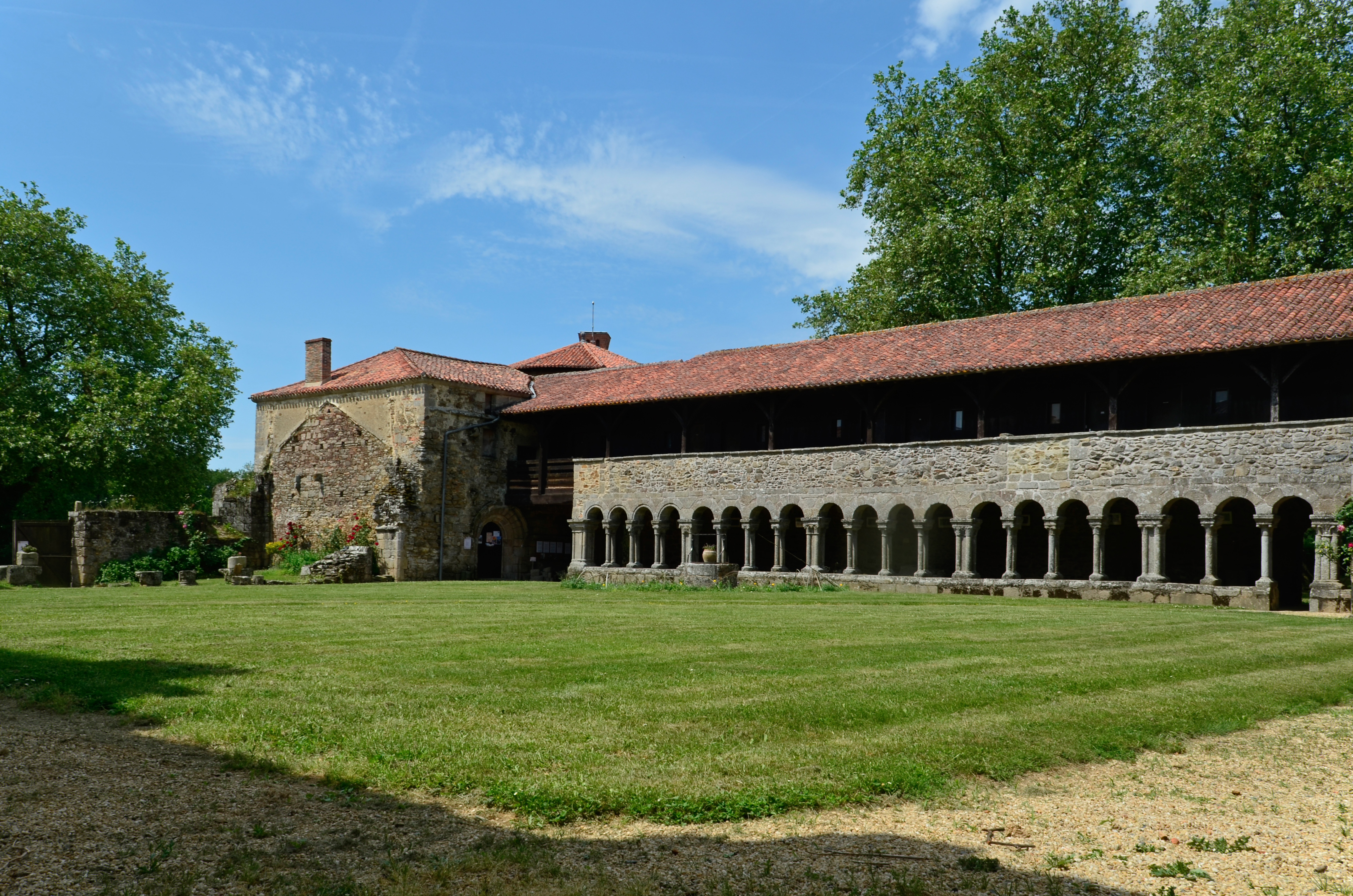
Аббатство Нотр-Дам де ла Грентьер
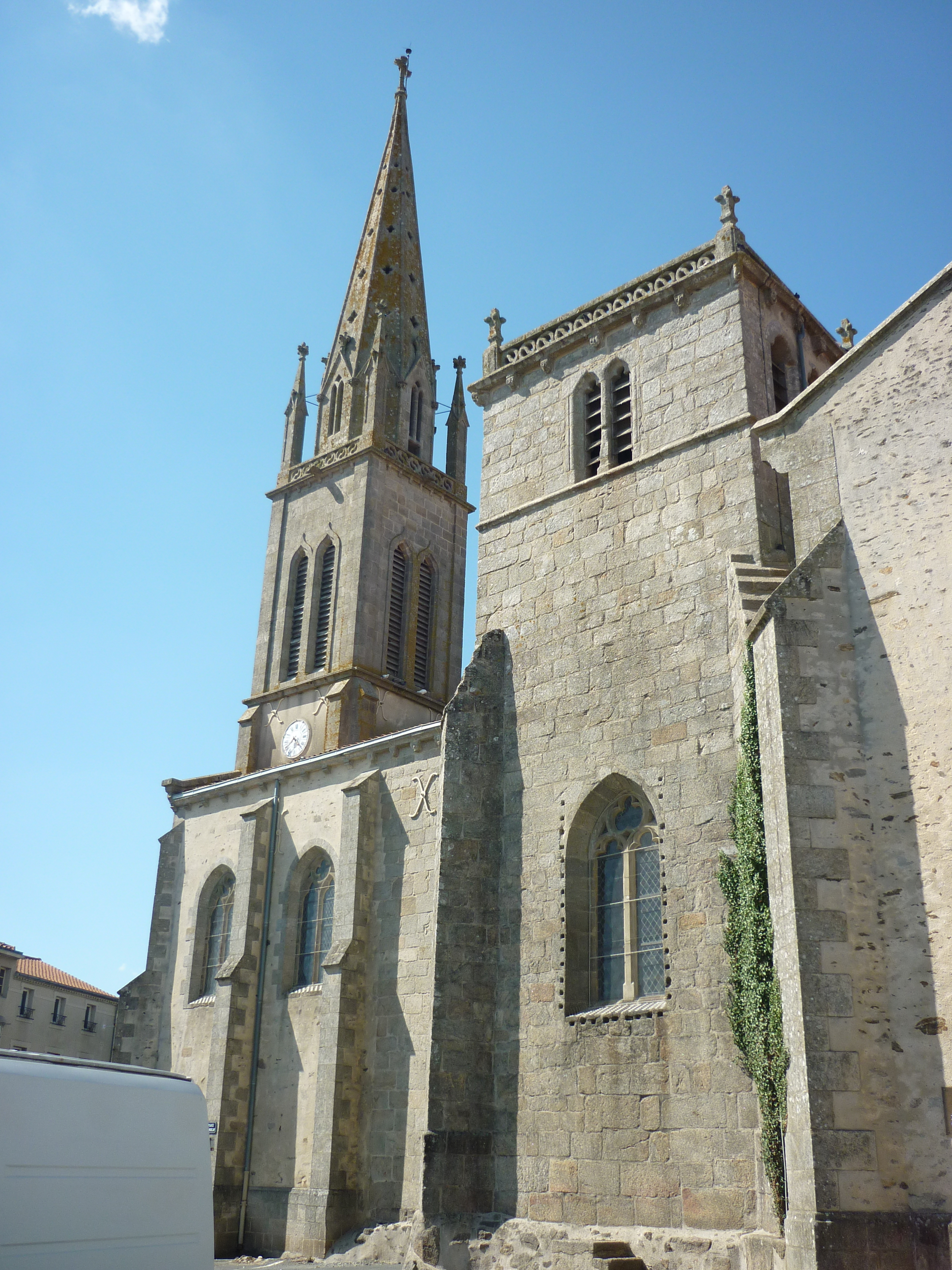
Церковь Святого Спасителя
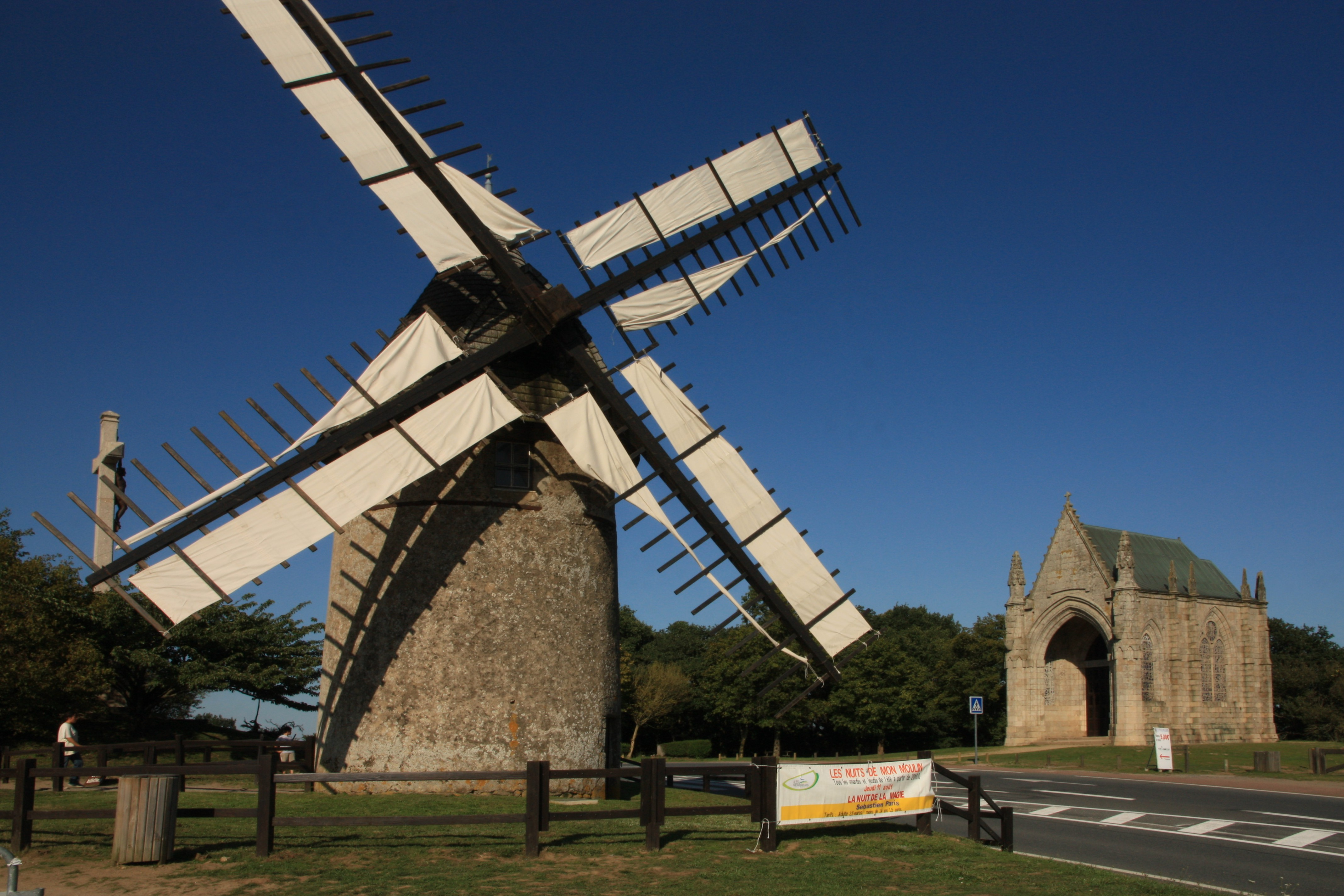
Часовня и мельницы на холме Алуэт